# Onde Andará Dulce Veiga? (livro)
Onde Andará Dulce Veiga? é um romance do escritor, jornalista e dramaturgo brasileiro Caio Fernando Abreu. Publicado em 1990, foi o segundo e último dos romances do autor, conhecido principalmente por sua produção de contos e crônicas.
Em 2008, serviu de base para o roteiro do filme homônimo do diretor brasileiro Guilherme de Almeida Prado, estrelando Maitê Proença como Dulce Veiga e Eriberto Leão como o protagonista-narrador.

## Enredo
Ambientado na São Paulo dos anos 80, o livro conta a história de um jornalista decadente que se torna obcecado por encontrar e contar a história da cantora Dulce Veiga, uma estrela em ascensão que desapareceu misteriosamente dos olhares do público nos anos 50. 
Nessa jornada em busca da cantora e de si mesmo que o leva São Paulo e Brasil adentro, o protagonista narrador sem nome se depara com uma série de personagens semimísticos que habitam a noite e os recantos invisíveis da cidade.

## Prêmios
- 1991 - Melhor Romance do Ano: Prêmio APCA (Associação Paulista de Críticos de Arte)[2]